# Kirsten Dunstová

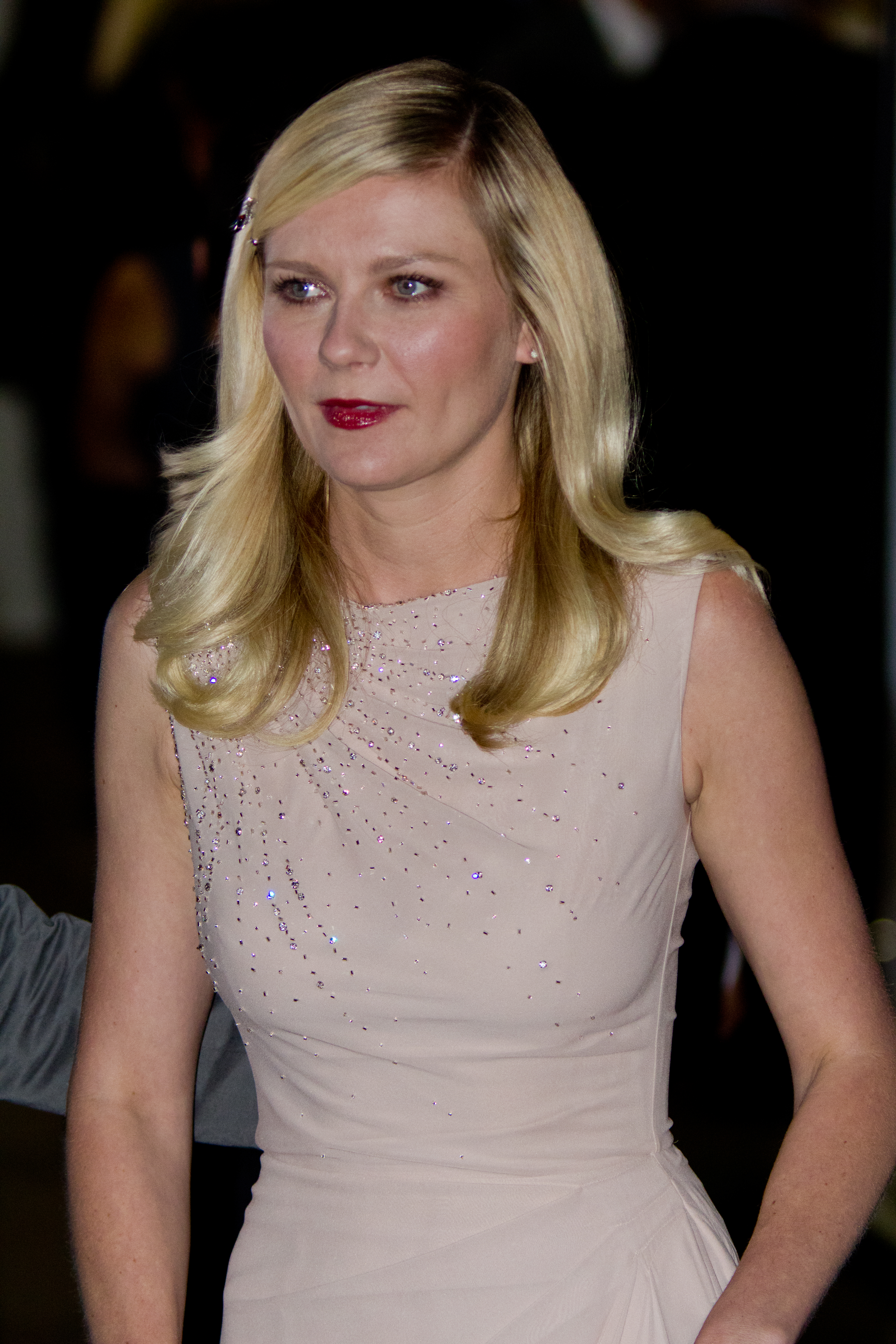
Kirsten Dunst v roce 2012

Kirsten Dunstová, celým jménem nepřechýleně Kirsten Caroline Dunst, (* 30. dubna 1982 Point Pleasant, New Jersey) je americká herečka známá především svou rolí Mary Jane Watsonové v trilogii o Spider-Manovi.

## Život
Kirsten Dunst se narodila v městě Point Pleasant, stát New Jersey. Její rodiče, otec německého původu Klaus Hermann Dunst a matka Američanka, Inez Dunst, se v roce 1993 rozvedli a Kirsten se s matkou přestěhovaly do Los Angeles. V roce 2002 začala chodit s hercem Jakem Gyllenhaalem, s jehož sestrou Maggie Gyllenhall hrála ve filmu Úsměv Mony Lisy. Od roku 2022 je vdaná za herce Jesseho Plemonse, se kterým natáčela seriál Fargo a později spolu účinkovali ve filmu režisérky Jane Campionové Síla psa. Jak se později svěřila, v průběhu své rychlé a úspěšné kariéry se mnohokrát léčila z depresí.

## Tvorba
Dunstová debutovala v sedmi letech v povídkovém filmu Povídky z New Yorku (1989) v režii Woody Allena, ačkoliv již od tří let účinkovala v reklamách. První významný herecký úspěch zaznamenala jako mladá upírka ve filmu Interview s upírem v roce 1994, na který navázala rolí v adaptaci románu Malé ženy (1994). Na konci 90. let se proslavila především v roli adolescentních dívek s řadou problémů, například ve filmu Smrt panen (1999) režisérky Sofii Coppoly. Komerční úspěch zaznamenala s rolí Mary Jane Watsonové v trilogii Spiderman, přesto se i nadále věnovala hereckým výzvám v nezávislých a uměleckých filmech, jako jsou Muž, který zabil (2003), Věčný svit neposkvrněné mysli (2004) nebo Melancholia (2011) dánského provokatéra Larse von Triera. Nejnovějším filmem je snímek Síla psa, za který byla nominována na cenu Americké akademie i Zlatý globus.

## Filmografie
| Rok  | Název                                   | Role                              | Poznámky |
| ---- | --------------------------------------- | --------------------------------- | -------- |
| 1989 | Povídky z New Yorku                     | dcera Lisy                        |          |
| 1990 | Ohňostroj marnosti                      | Campbell McCoy                    |          |
| 1994 | Malé ženy                               | mladá Amy March                   |          |
| 1994 | Interview s upírem                      | Claudia                           |          |
| 1994 | Hamouni                                 | Jolene                            |          |
| 1995 | Jumanji                                 | Judy Shepherd                     |          |
| 1996 | Matka noc                               | mladá Resi Noth                   |          |
| 1997 | Anastasia                               | malá Anastázie Nikolajevna (hlas) |          |
| 1997 | Vrtěti psem                             | Tracy Lime                        |          |
| 1997 | Odvážné srdce                           | Bonnie                            |          |
| 1998 | Tom Sawyer a Huckleberry Finn           | Becky Thatcher (hlas)             |          |
| 1998 | Stávka!                                 | Verena von Stefan                 |          |
| 1998 | Malí válečníci                          | Christy Fimple                    |          |
| 1999 | Čmuchalky                               | Betsy Jobs                        |          |
| 1999 | Smrt panen                              | Lux Lisbon                        |          |
| 1999 | Krása na zabití                         | Amber Atkins                      |          |
| 2000 | Vrána 3: Návrat                         | Erin Randall                      |          |
| 2000 | Šťastné město                           | Lidda                             |          |
| 2000 | Bravo, girls!                           | Torrance Shipman                  |          |
| 2000 | Deeply                                  | Silly                             |          |
| 2001 | Šílená / Krásný                         | Nicole Oakley                     |          |
| 2001 | Prokletý láskou                         | Zinaida                           |          |
| 2001 | Lepší společnost                        | Marion Davies                     |          |
| 2001 | Skousni to!                             | Kelly Woods                       |          |
| 2002 | Spider-Man                              | Mary Jane Watson                  |          |
| 2003 | Muž, který zabil                        | Sofia Mellinger                   |          |
| 2003 | Úsměv Mony Lisy                         | Elizabeth "Betty" Warren          |          |
| 2004 | Wimbledon                               | Lizzie Bradbury                   |          |
| 2004 | Spider-Man 2                            | Mary Jane Watson                  |          |
| 2004 | Věčný svit neposkvrněné mysli           | Mary Svevo                        |          |
| 2005 | Elizabethtown                           | Claire Colburn                    |          |
| 2006 | Marie Antoinetta                        | Marie Antoinetta                  |          |
| 2007 | Spider-Man 3                            | Mary Jane Watson                  |          |
| 2008 | Jak se zbavit přátel a zůstat úplně sám | Alison Olsen                      |          |
| 2010 | V lepší společnosti                     | Katie McCarthy                    |          |
| 2011 | Melancholia                             | Justine                           |          |
| 2012 | Paralelní světy                         | Eden Moore                        |          |
| 2012 | Na cestě                                | Marylou                           |          |
| 2012 | Holky na tahu                           | Regan Crawford                    |          |
| 2014 | Smrt v labyrintu                        | Collette Macfarland               |          |
| 2016 | Skrytá čísla                            | Vivian Mitchell                   |          |
| 2016 | Půlnoční dítě                           | Sarah Tomlin                      |          |
| 2017 | Oklamaný                                | Edwina Morrow                     |          |
| 2017 | Woodshock                               | Theresa                           |          |
| 2021 | Síla psa                                | Rose Gordon                       |          |
| 2024 | Občanská válka                          | Lee Smith                         |          |